# Championnat du Guatemala de football 1980
Navigation
Saison précédente Saison suivante
La Liga Nacional 1980 est la vingt-neuvième édition de la première division guatémaltèque.
Lors de ce tournoi, le CSD Comunicaciones a tenté de conserver son titre de champion du Guatemala face aux onze meilleurs clubs guatémaltèques.
Chacun des douze clubs participant était confronté deux fois aux onze autres équipes. Puis les huit meilleurs et les quatre derniers se sont affrontés deux fois et quatre fois de plus lors de la seconde phase du championnat.
Seulement deux places étaient qualificatives pour la Coupe des champions de la CONCACAF et trois pour la Coupe de la Fraternité.

## Les 12 clubs participants
| \| Guatemala: Aurora FC CSD Comunicaciones CSD Municipal Tipografía Nacional Antigua GFC Guatemala Deportivo Chiquimulilla Cobán Imperial Guatemala Finanzas Industriales CSD Galcasa Guatemala /0 Juventud Retalteca Dep. Suchitepéquez Guatemala Xelaju MC \| Localisation des clubs engagés dans le championnat. |
| Guatemala: Aurora FC CSD Comunicaciones CSD Municipal Tipografía Nacional Antigua GFC Guatemala Deportivo Chiquimulilla Cobán Imperial Guatemala Finanzas Industriales CSD Galcasa Guatemala /0 Juventud Retalteca Dep. Suchitepéquez Guatemala Xelaju MC                                                           |

Ce tableau présente les douze équipes qualifiées pour disputer le championnat 1980. On y trouve le nom des clubs, le nom des stades dans lesquels ils évoluent ainsi que la capacité et la localisation de ces derniers.
| Club                    | Stade                            | Capacité          | Ville             |
| Antigua GFC             | Stade Pensativo                  | 10 000            | Antigua Guatemala |
| Aurora FC               | Stade de l'Ejército              | 13 300            | Guatemala City    |
| Deportivo Chiquimulilla | Stade inconnu                    | Capacité inconnue | Chiquimulilla     |
| Cobán Imperial          | Stade Verapaz                    | 15 000            | Cobán             |
| CSD Comunicaciones      | Stade Mateo Flores               | 30 000            | Guatemala City    |
| Finanzas Industriales   | Stade Municipal Amatitlan        | 12 000            | Amatitlán         |
| CSD Galcasa             | Stade inconnu                    | Capacité inconnue | Villa Nueva       |
| CSD Municipal           | Stade Mateo Flores               | 30 000            | Guatemala City    |
| Juventud Retalteca      | Stade Óscar Monterroso Izaguirre | 8 000             | Retalhuleu        |
| Deportivo Suchitepéquez | Stade Carlos Salazar Hijo        | 12 000            | Mazatenango       |
| Tipografía Nacional     | Stade La Pedrera                 | Capacité inconnue | Guatemala City    |
| Xelaju MC               | Stade Mario Camposeco            | 11 000            | Quetzaltenango    |

## Compétition
La compétition se déroule en deux phases:
- Le phase régulière : vingt-deux journées de championnat.
- La seconde phase : quatorze et six journées de championnat entre les huit meilleures et les quatre moins bonnes équipes de la phase régulière.

### Phase régulière
Lors de la phase régulière les douze équipes affrontent à deux reprises les onze autres équipes selon un calendrier tiré aléatoirement.
Les huit meilleures équipes sont qualifiées pour le groupe des champions et les quatre moins bonnes pour le groupe de relégation.
Le classement est établi sur l'ancien barème de points (victoire à 2 points, match nul à 1, défaite à 0).
Le départage final se fait selon les critères suivants :
- Le nombre de points.
- La différence de buts générale.
- Le nombre de buts marqué.

#### Classement
| Rang | Équipe                  | Pts | J  | G  | N | P  | Bp | Bc | Diff |
| ---- | ----------------------- | --- | -- | -- | - | -- | -- | -- | ---- |
| 1    | CSD Galcasa             | 30  | 22 | 12 | 6 | 4  | 27 | 17 | +10  |
| 2    | Deportivo Suchitepéquez | 28  | 22 | 11 | 6 | 5  | 27 | 19 | +8   |
| 3    | Cobán Imperial          | 26  | 22 | 10 | 6 | 6  | 29 | 18 | +11  |
| 4    | CSD Municipal           | 26  | 22 | 10 | 6 | 6  | 29 | 23 | +6   |
| 5    | Aurora FC               | 24  | 22 | 9  | 6 | 7  | 38 | 34 | +4   |
| 6    | CSD Comunicaciones T    | 23  | 22 | 9  | 5 | 8  | 31 | 23 | +8   |
| 7    | Juventud Retalteca      | 22  | 22 | 9  | 4 | 9  | 26 | 21 | +5   |
| 8    | Xelaju MC               | 22  | 22 | 9  | 4 | 9  | 31 | 30 | +1   |
| 9    | Tipografía Nacional     | 19  | 22 | 6  | 7 | 9  | 24 | 26 | -2   |
| 10   | Finanzas Industriales   | 19  | 22 | 7  | 5 | 10 | 25 | 35 | -10  |
| 11   | Antigua GFC P           | 13  | 22 | 4  | 5 | 13 | 15 | 31 | -16  |
| 12   | Deportivo Chiquimulilla | 12  | 22 | 5  | 2 | 15 | 13 | 38 | -25  |

| Légende : Qualifications et relégations | Légende : Qualifications et relégations     |
| --------------------------------------- | ------------------------------------------- |
|                                         | Qualifié pour le groupe des champions       |
|                                         | Qualifié pour le groupe de relégation       |
|                                         | T Tenant du titre P Promu de la saison 1979 |

### Seconde phase
Lors de la seconde phase les huit équipes du groupe des champions et les quatre équipes du groupe de relégation affrontent à deux reprises les autres équipes de leur groupe selon un calendrier tiré aléatoirement.
Le premier du groupe des champions est sacré champion du Guatemala.
Le dernier du groupe de relégation est relégué en Primera División de Guatemala.
Le classement est établi sur l'ancien barème de points (victoire à 2 points, match nul à 1, défaite à 0).
Le départage final se fait selon les critères suivants :
- Le nombre de points.
- La différence de buts générale.
- Le nombre de buts marqué.

#### Classement
| Rang | Équipe                  | Pts | J  | G | N | P | Bp | Bc | Diff |
| ---- | ----------------------- | --- | -- | - | - | - | -- | -- | ---- |
| 1    | Xelaju MC               | 18  | 14 | 7 | 4 | 3 | 19 | 9  | +10  |
| 2    | Juventud Retalteca      | 18  | 14 | 7 | 4 | 3 | 24 | 17 | +7   |
| 3    | CSD Comunicaciones T    | 18  | 14 | 6 | 6 | 2 | 18 | 13 | +5   |
| 4    | Deportivo Suchitepéquez | 16  | 14 | 5 | 6 | 3 | 15 | 13 | +2   |
| 5    | Cobán Imperial          | 14  | 14 | 5 | 4 | 5 | 13 | 12 | +1   |
| 6    | CSD Galcasa             | 10  | 14 | 3 | 4 | 7 | 17 | 26 | -9   |
| 7    | Aurora FC               | 9   | 14 | 3 | 3 | 8 | 16 | 24 | -8   |
| 8    | CSD Municipal           | 9   | 14 | 2 | 5 | 7 | 13 | 21 | -8   |

| Rang | Équipe                  | Pts | J | G | N | P | Bp | Bc | Diff |
| ---- | ----------------------- | --- | - | - | - | - | -- | -- | ---- |
| 9    | Tipografía Nacional     | 8   | 6 | 2 | 4 | 0 | 5  | 3  | +2   |
| 10   | Antigua GFC P           | 7   | 6 | 2 | 3 | 1 | 10 | 9  | +1   |
| 11   | Finanzas Industriales   | 6   | 6 | 2 | 2 | 2 | 5  | 5  | 0    |
| 12   | Deportivo Chiquimulilla | 3   | 6 | 0 | 3 | 3 | 4  | 7  | -3   |

| Légende : Qualifications et relégations | Légende : Qualifications et relégations                                                                                 |
| --------------------------------------- | --- |
|                                         | Coupe des champions de la CONCACAF 1981 (1er Tour de qualification) Coupe de la Fraternité 1981 (ru) (Quarts de finale) |
|                                         | Coupe des champions de la CONCACAF 1981 (1er Tour de qualification)                                                     |
|                                         | Coupe de la Fraternité 1981 (ru) (Quarts de finale)                                                                     |
|                                         | Relégué en Primera División de Guatemala                                                                                |
|                                         | T Tenant du titre P Promu de la saison 1979                                                                             |

## Bilan du tournoi
| Championnat du Guatemala de football 1980                |                         |
| Champion                                                 | Xelaju MC               |
| Dauphin                                                  | Juventud Retalteca      |
| Coupes et trophées                                       |                         |
| Vainqueur Copa de Guatemala                              | CSD Galcasa             |
| Qualifications continentales                             |                         |
| Coupe des champions 1981 (Premier tour de qualification) | Xelaju MC               |
| Coupe des champions 1981 (Premier tour de qualification) | Juventud Retalteca      |
| Coupe de la fraternité 1981 (ru) (Quarts de finale)      | Xelaju MC               |
| Coupe de la fraternité 1981 (ru) (Quarts de finale)      | CSD Comunicaciones      |
| Coupe de la fraternité 1981 (ru) (Quarts de finale)      | Deportivo Suchitepéquez |
| Promotions et relégations                                |                         |
| Promus en Liga Nacional de Guatemala                     | CSD Pensamiento         |
| Relégués en Primera División de Guatemala                | Deportivo Chiquimulilla |